# Баски

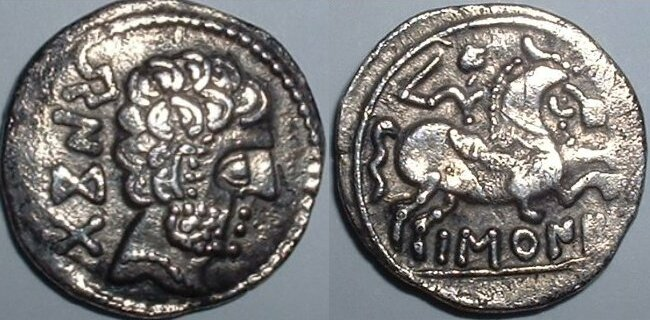
Римські монети барскуни

Ба́ски (самоназва — еускалдунак; баск. Euskaldunak, букв. «баскомовні») — народ, який мешкає у Південно-Західній Європі, основне населення історичної області Басконія (або Країна Басків).

## Етноніми
Слово vasco (баск) походить від латинського uasco (множина з закінченням -n — Vascon). За однією з версій латинське «баск» зводиться до слова «ліс, гай» (лат. boscus, buscus). Таким чином, вислів баски (vascones) означає «люди, що живуть у лісі». Однак у теперішній час цю теорію вважають абсолютно невиправданою, оскільки латинське boscus / buscus відносять до Середньовіччя, і, ймовірно, походить від слова arbustus (від нім. busk або bosk, походження яких невідоме).
Згідно з іншою теорією слово баск, схоже на латинське «ліс», бере свій початок саме від слова «ліс», але баскського basoko, у якому закінчення –ko вказує на приналежність (присвійність). Але, взявши до уваги, що баскське basoko є сучасним, а значить у минулому мало інший вигляд, учені відкинули цю теорію, попри її популярність серед самих басків.
Лишається також фактом, що на знайдених на півночі Іспанії монетах, датованих I—II ст. до н. е., викарбувано (іберійським письмом) слово barscunes, походження якого етимологізується найвірогідніше з басками, оскільки саме так (барскунами) називали їх кельти та ібери.
На теперішній час вважають, що сучасне баск є похідним від латинських коренів слів vasca і aquitana, що, у свою чергу, вказують на самоназви баскського населення в пізні римські часи.
Якщо прийняти, що сучасне баски — це екзонім, що, ймовірно походить від латинського uasco, то неможливо не помітити, що самоназва басків euskaldun є доволі близькою фонетично (тим більше, враховуючи історичні чергування звуків у мові), са́ме тому можна стверджувати, що першість або самоназви, або екзоніма є на тепер нез'ясовною.

## Територія проживання— Басконія і чисельність басків

Етнічні землі басків, розділені кордонами Іспанії та Франції

Баски є корінними мешканцями історичної області Басконія (Країна Басків) у західних Піренеях. Успадковані від Середньовіччя i, що викликає подив, досі збережені, як у свідомості самих басків, так і сусідніх народів, межі Країни Басків окреслюють сім історичних провінцій, відомих як Саспйак бат (баск. Zazpiak bat, досл. «Усімох єдині»: на південь від Піренеїв (на північному заході Іспанії) їх чотири — Біская, Ґіпускоа, ´Áраба (ісп. Áлава) і Наварра (це так звані «Баскомовні землі» / баск. Vascongadas, столиця — Ґерніка), північніше Піренеїв (вже на крайньому південному заході Франції) ще три невеликі баскські краї, які традиційно об'єднуються під назвою Північна Країна Басків — Лапурді, Нижня Наварра, Субéроа (спільна столиця Байонна); відтак у наші дні Країна Басків (баск. Euskadi; її радше символічною столицею вважають Гондаррибію/Фуентеррабію) — це поняття, у широкому розумінні, передусім культурно-історичне, а не політичне.
Втім від 1978 року Біская, Ґіпускоа та Алава, тобто три з семи баскських історичних областей, творять сучасну іспанську автономію Країна Басків (баск. Euskal Autonomi Elkarte, EAE, столиця Віторія Ґастейс), а 1980 автономний статус надано також і Наваррі (столиця Памплона/Ірунья), французькі баскські краї розташовані переважно у сучасному департаменті Атлантичні Піренеї (французькі історичні регіони Байонна і Молеон).
Щодо чисельності басків є значні розбіжності у даних, переважно оціночних. Навіть у авторитетному довіднику «Народи світу» (М., 1988) наводяться лише приблизні (і то дуже) кількісні дані — за ними на кін. 1980-х років у Іспанії проживало від 600 000 до 1 800 000 осіб, які є басками, або походять від басків, а число таких осіб у Франції оцінювалось у межах 90 000 — 150 000 осіб. За іншими даними чисельність баскомовних осіб у Франції на сер. 1980-х рр. могла складати 180 000 осіб.
Крім основної території проживання близько 150 000 ~ 250 000 басків проживають у Латинській Америці, в тому числі від 70 000 до 100 000 у Аргентині (оцінка, поч. 2000-х рр.), також у Бразилії (40 тис.), Венсуелі (15 тис.), Уругваї (10 тис.), Мексиці, США (переважно у Каліфорнії), Чилі — всі по 5 тис. осіб (дані на 1988 рік), Канаді тощо.
Таким чином, чисельність басків у світі становить бл. 1,5 — 2 млн осіб (оцінка, поч. 1990-х рр.).

## Мова і релігія

Діалектне членування баскської мови

Мова басків — баскська (Еускара / баск. Euskara) не зв'язана з іншими мовами світу (є ізольованою) і становить окрему мовну сім'ю. Достеменним є факт походження баскської мови від аквітанської, поширеної в Аквітанії до завоювання її римлянами, що проіснувала до раннього Середньовіччя.
Див. основну статтю: Баскська мова
Морфологічно баскська мова нагадує мову іберів (найдавнішого населення Іспанії), але не є її «нащадком», а «далеким родичем». Усі дискутивні питання і висновки про спорідненість баскської з віддаленими географічно неіндоєвропейськими мовами (наприклад, кавказькими) лишаються радше не підкріпленими солідною доказовою базою версіями.
На території мовлення баскської мови (понад 20 000 км², тобто за площею трохи менше за Київську область) виділяють доволі значне діалектне членування — гуіпуско, лабурден, нижньонаваррський (зі східним і західним піддіалектами), верхньонаваррський (з північним і південним піддіалектами), сулетен, ронкальський та біскайський. Усі діалекти, в свою чергу, поділяються на говори.
Писемність баскської мови — на основі латинки. Найдавніша пам'ятка писемності — книга Дечепарре «Початки мови басків» (1545).
Серед басків поширені державні мови країн, у яких вони проживають, — іспанська та французька.
За віросповіданням більшість басків є ревними католиками. В дохристиянські часи в басків розвинулась власна міфологія, одним із найважливіших символів якої був баскський хрест.

## Етнічна історія

### Проблематика етногенезу
Проблематика етногенезу басків нині є невирішеною. Беручи до уваги, що основними джерелами в дослідженні будь-якого народу, зокрема, його етнічної історії, є дані археології, відомості з письмових (зокрема іноземних) джерел, вивчення мови й мовних зв'язків етносу, дослідження матеріальної культури та фольклору народу, з'ясуймо глибину і ступінь важливості їх послідовно для басків.

### Баскські землі від доісторичних часів до римського правління

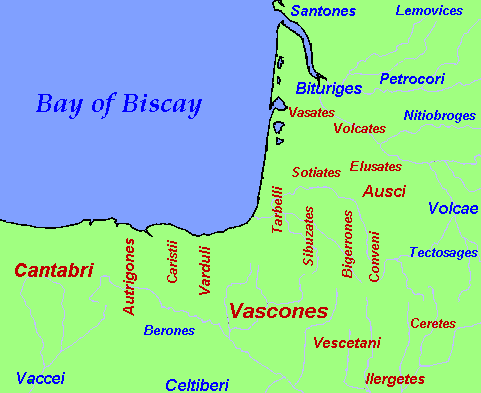
Баскські племена на мапі позначено червоним

Баски — доіндоєвропейский народ, найстаріше населення Піренейського півострова, проживають на своїх землях, імовірно ще з часів палеоліту.
Близько 35 тис. років тому землі, що зараз є Країною Басків, разом з навколишніми районами, такими як Аквітанія та Піренеї, були заселені Homo sapiens, які стадіально посунули раніше неандертальське населення. Прибувши з Центральної Європи, вони принесли з собою оріньякську культуру.
Пращури басків — племена васконів, вардулів, каристіїв тощо, щодо ступеню спорідненості яких з іберами — населенням Піренейського півострова у 1-му тис. до н. е. — серед дослідників немає єдності. В доісторичні часи вони, згідно з деякими припущеннями, як і аквитанці, заселяли північніші терени (аж до центральної Франції), але були посунуті на південь кельтами. Від давнього населення Країни Басків залізної доби лишились численні менгіри.
Римляни досягли північно-західних окраїн Піренейського півострова, включаючи баскський регіон, за часів Помпея у 1-му ст. до н. е., але римське управління не було консолідованим до часів імператора Авґуста. Але навіть інкорпорувавши до імперії землі басків, римляни мали незначний вплив на їхній розвиток. Римським форпостом стало місто Помпело (лат. Pompaelo, сучасна Памплона, баскська назва — Ірунья / Iruñ(e)a), назване на честь імператора-полководця, в якому містився гарнізон римлян.

### Країна Басків за Середньовіччя
У часи римського правління (аж до середини 1-го тисячоліття) баски були чи не єдиними мешканцями Піренеїв, кому вдалося опиратися романізації й зберегти власні культуру, мову і традиції. У 418 році Рим здав візіготам провінції Аквітанія (Aquitania) та Терраконенсіс (Tarraconensis), задля захисту кордонів своєї провінції Новемпопулана (Novempopulana) від постійних нападів басків. Са́ме поміж 435 і 450 роками відомі найбільші сутички басків з об'єднаними воєнними загонами римлян і візиготів, найкраще задокументованими з яких є битви при Тулузі, Араселі та Туріасумі.

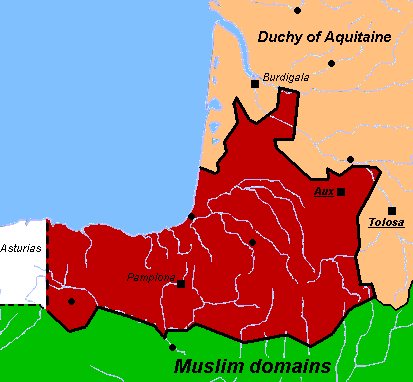
Герцогство Васконія у часи правління Едо Великого, який управляв і північнішою Аквітанією

Вигнання франками візіготів із Аквітанії у 507 році поставило басків у становище між двома великими ворогуючими королівствами. У 581 році і франки, і візіготи, вторглися до Васконії, втім без особливих успіхів. І справді, войовничі і волелюбні баски з кінця VI століття постійно являли загрозу для Франкського королівства, час від часу повстаючи проти франків..
Створене у 602 році Васконське герцогство спромоглося включити у свій склад землі Піренейського регіону, заселені власне васконами (басками), що в майбутньому стали основою формування королівства Наварра (Памплона). Дуже рано Васконія підпала під уплив Аквітанії — завдяки особистій унії в 660 році, але саме це зберігало її відносно самостійний статус до 678 року. Влада аквітанців і в подальшому була більшою мірою номінальною, але про значні повстання басків тогочасні письмові джерела не повідомляють, а спокій порушувався лише нападами візіготів.

Озброєний біскаєць, гравюра з альбому Ганса Вайґеля (1577)

У 715 році під орудою герцога Едо об'єднані землі герцогств Аквітанії та Васконії проголошують незалежність, однак невдовзі знову підпорядковуються Франкському королівству (746), що не в останню чергу, було викликано об'єднанням зусиль проти арабо-маврської навали на Піренейський півострів (з 711 року).
Заснована бл. 800 року басксько-мусульманська держава на чолі династії Бану Касі (Banu Qasi) зберігала відносний мир з Аль-Андалусом, а значить окремішність і самостійність басків.
Підвалиною наступної автономії басків стало входження їхніх земель до утвореного в 824 році Королівства Памплона (з 1004 року Королівство Наварра), яке особливої міці набуло у Х—ХІ ст. У його складі захищена самою природою, високогірна Країна Басків стала осереддям багатовікової Реконкісти — відвоювання корінними християнами своїх земель.
Вже за Середньовіччя південні баскські землі опинилися в сфері впливу Кастилії, північні — Франції. Перші значні спроби Іспанської корони інкорпорувати Алаву і Гіпускоа датуються 1200 роком, Біскаю — 1379 роком.
З посиленням централізації західноєвропейських королівств Країна Басків з кін. XV — на поч. XVI ст. увійшла до складу централізованого Іспанського королівства. Битва між армією Біскаї і об'єднаного війська Кастилії та Леону при Мунгії (1471 рік) є визначальною у цьому процесі. Північні баскські землі — Байонна і Молеон відійшли до Франції в XVI — на само́му поч. XVII століть.

### Розвиток басків і Басконії у XVI—XIXст.

Баскський національний прапор

Від часу входження до Іспанського королівства баски зберігали багато демократичних традицій докласового суспільства, що з одного боку, наче «законсервували» баскське суспільство і сприяли стійкості національної самосвідомості, зберігаючи мову і традиційну культуру, а з іншого — гальмували соціальне розшарування, цементуючи традиційний господарський уклад, а отже негативно позначались на розвиткові народу. Перетворенню кланової (родоплемінної) верхівки південних басків на клас феодалів завадили традиційно міцні позиції громадників, що зі свого боку, були підтримані іспанськими королями, отримавши від останніх т. зв. «колективне дворянство».

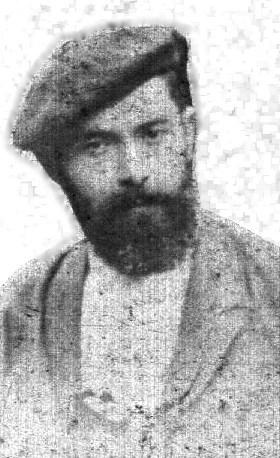
Сабіно Арана

Тривалий час, власне, іспанські королі лишались сеньйорами баскських земель, будучи насправді військовими ватажками з обмеженими правами і можливістю впливати на політичну (і економічну) ситуацію в Басконії. У цей час управління в Країні Басків здійснювалося Генеральними хунтами провінцій, що обиралися демократично місцевим населенням.
У той час у культурній сфері відбувалось неухильне витіснення баскської мови і культури на село і до нижніх шарів міської людности. Саме міста Басконії, особливо ті, які заснували кастильські монархи, стали основним ядром іспанізації (кастилізації) басків. Цьому ж неабияк сприяли брак розвитку баскських політичних інституцій, а у галузі культури — значне діалектне членування баскської мови й відсутність її єдиної літературної норми.
Наприкінці XVIII — на самому поч. XIX в ході Наполеонівських війн усі баскські землі опинилися під французьким управлінням.
Баскські автономістські права (фуерос) зберігались аж до 1876 року. У цьому ж XIX ст. сформувався баскський національний рух, який крім культурницьких завдань уже від самого початку декларував свої політичні вимоги. Баскський письменник Сабіно Арана (Sabino Arana Goiri; 1865—1903) є засновником та ідеологом баскського націоналізму, творцем першої баскської політичної партії Баскська Націоналістична партія (PNV, ПНВ), він же обґрунтував створення незалежної держави Еускаді, вигадав її назву і національні символи (в тому числі баскський прапор інкурінья, свято Аберрі-Еґґуна).

### Баски у ХХ—XXIст.
Розвиток національно-політичного руху басків призвів до утворення баскської незалежної держави. Під час Громадянської війни в Іспанії 1936—1939 рр. баски виступили на боці республіканців, розбитих Франко. Саме в цей час, зокрема в жовтні 1936 року, була проголошена Республіка Еускаді, яка втім уже в червні 1937 року припинила своє існування.
З утвердженням франкістського режиму в Країні Басків, як і в інших неіспанських регіонах, посилилась іспанізація (1940—1950-ті рр.). В цей час іспаномовний елемент посилився ще й завдяки значному притоку робочої сили на промислові підприємства Більбао, Сан-Себастьяна та ін. міст.
Вже у 1960—1970-ті роки нового імпульсу набув культурницький підйом у баскському суспільстві, зокрема зростання зацікавлення до рідної мови, що позначилось на виникненні і функціонуванні широкої мережі приватних мовних шкіл і курсів, культурних і фольклорних товариств тощо.

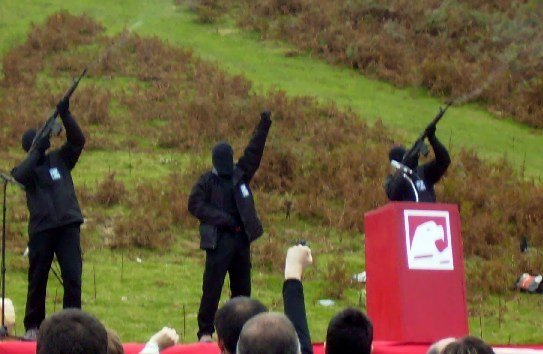
Члени ЕТА стріляють у небо з нагоди «Дня баскського вояка» (Gudari Eguna), 25 вересня 2006 року

У політичній сфері — ще наприкінці диктатури Франко в 1968 році було утворено підпільну політичну баскську організацію Еускаді та аскатасуна (баск. Euzkadi Ta Azkatasuna «Басконія і воля», більш знана за своєю абревіатурою ЕТА), очільники і члени якої ставили за мету звільнення від диктатури й заснування незалежної баскської держави.
Майже 40 років баски вели боротьбу за відновлення своїх прав, забраних диктатурою. 8 грудня 1979 був прийнятий закон про статус автономії Країни басків, за яким провінції Алава, Гіпускоа і Біская увійшли до складу Регіонального автономного об'єднання Країни басків.
Країна басків як автономний регіон користується дуже широкими правами: її жителі обирають свого президента і свій парламент, в регіоні діє власна система податків, є власні поліцейські сили, влади регіону самі здійснюють контроль за ситуацією у сфері освіти, а викладання в школах ведеться баскською мовою. Однак, попри це, етнополітичний конфлікт у Країні басків — один з найпомітніших у сучасній Західній Європі.
В основі конфлікту — прагнення частини екстремістськи налаштованих басків досягти повної незалежності. Основна мета сепаратистів — створення незалежної «Великої Еускаді — Країни басків», яка має включити низку провінцій північній Іспанії, південної Франції, а також іспанську область Наварра. У цьому конфлікті помітну роль грає ліворадикальна організація Euskadi Ta Askatasuna, відоміша під абревіатурою ЕТА.
Навіть процеси демократизації і відновлення автономістських прав Басконії з падінням франкістського режиму (1975) й подальше правове закріплення автономії Країни Басків (разом з Каталонією) у Конституції Іспанії 1978 року, не припинило подальше розгортання справжньої партизанської війни з боку ЕТА та деяких інших радикальних угруповань за надання самостійності Країні Басків. Задля цього широко використовуються методи, неприпустимі з демократією, в тому числі й здійснення терористичних актів — організація вибухів і підпалів, викрадення людей тощо як у всій Іспанії, так і особливо у самій Басконії. Серед методів фінансування ЕТА є і вимагання грошей та шантаж підприємців, схиляння їх до уплати т. зв. «революційної податі», організація пограбувань банків і викрадення людей з метою отримання викупів. Саме через це діяльність ЕТА, а також ліворадикальної партії Батасуна заборонені, як у Іспанії, так і ЄС. Періодично офіційний Мадрид запідозрює і також звинувачує (аж до скасування офіційного статусу) у зв'язках з цими терористичними угруповуванням і інші регіональні політичні партії (Баскська національна дія, Комуністична партія баскських земель).
27 червня 2008 року за ініціативою Голови баскського уряду Хуана Хосе Ібарретче Парламент Країни Басків ухвалив закон про всенародні опитування, за яким 25 жовтня цього ж року у Басконії повинний був відбутися референдум, на якому місцеві жителі мали висловитись з двох питань: 1) чи схвалюють вони започаткування перемовин з ЕТА у разі оголошення нею припинення насильства; 2) чи згодні вони з правом усіх баскських політичних партій і об'єднань на проведення переговорів з питання самовизначення баскського народу аж до утворення самостійної держави, однак на початку вересня 2008 року Верховний суд Іспанії заборонив проведення такого опитування-референдуму, чітко мотивувавши своє рішення тим, що проведення референдумів є виключною прерогативою центральної влади країни.
На чергових регіональних парламентських виборах у Країні Басків, що пройшли 1 березня 2009 року, націоналісти (BNP) набрали 38,56 % голосів і отримують, відповідно, 30 місць у парламенті, за соціалістів (Баскська Соціалістична партія) проголосувало 30,71 % виборців, що забезпечує їм 24 парламентські крісла, «народники» з Баскської народної партії отримали 14,09 % (13 мандатів). Вперше у виборах в Країні басків не брали участі представники жодних баскських радикальних політичних рухів, адже крім неучасті заборонених у своїй діяльності Верховний суд Іспанії 9 лютого 2009 року, заздалегідь, усунув від участі в регіональних виборах ще дві партії — Демократія 3 000 000 (D3M) і Аскатасуна, звинувативши їх у зв'язках з терористичною організацією ETA та її політичним крилом партією Батасуна. Ці вибори у Басконії (в тому числі менша, порівняно з попередніми у 2005 році, явка голосувальників) не виявили переможця — правляча PNV не набрала достатньо голосів, щоб сформувати однопартійний уряд, тому в будь-якому разі новий уряд Країни Басків стане коаліційним.

## Господарство і суспільство

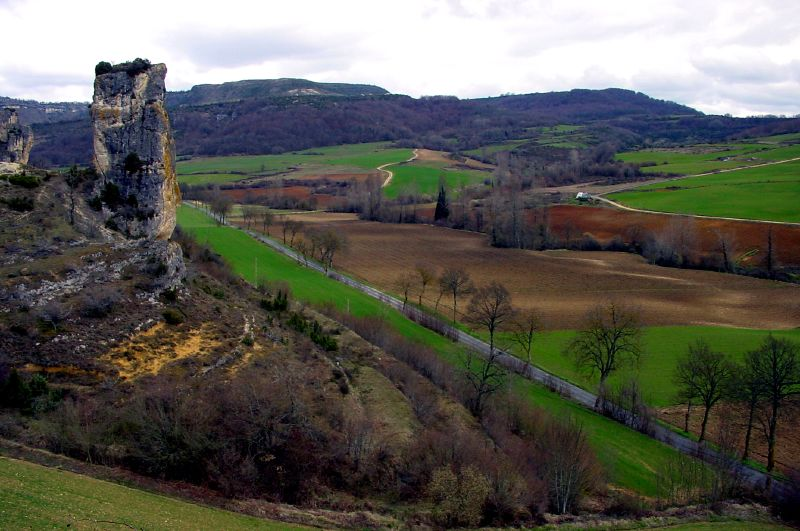
Поля в умовах високогір'я є «клаптиковими».

Значна частина басків — селяни. Серед галузей господарства — рільництво (маїс, ячмінь, пшениця, овес, бобові, картопля); розвинуте також скотарство (молочна худоба, вівці), садівництво, виноградарство.
Робітники переважно працюють в металургійній промисловості (Більбао та ін. великі міста).
За відносно розвинутої промисловості Басконії у її сільському господарстві аж до сер. XX ст. панували традиційні відносини та архаїчна техніка. Малоземелля в умовах гірської місцевості (західна частина Піренеїв) породило звичай, за яким будинок і земельну ділянку успадковував лише один син — зазвичай за первородством (старший) або на власний розсуд (вибір) батьків. Відтак, решті синів — братам «нового» господаря лишалось жити у батьківському домі на правах «помічників», але заводити родину було не вільно. Саме тому значним і постійним був еміграційний відтік чоловіків із Країни Басків. Дехто з заробітчан, заробивши сякі-такі гроші, вертався назад додому в надії оженитись з одиначкою-спадкоємицею земельного наділа.
Будинки басків нерідко мали кількасотлітню історію й «переживали» не одне покоління родини, будучи символами родів (подеколи навіть мали власні імена, на зразок міських особняків, переважно за іменами власників). Привілеєм придбати будинок володіли виключно родичі, що вкупі з міцними зв'язками і традиціями взаємодопомоги, робило баскську общину закритою для «чужинців».

## Матеріальна культура

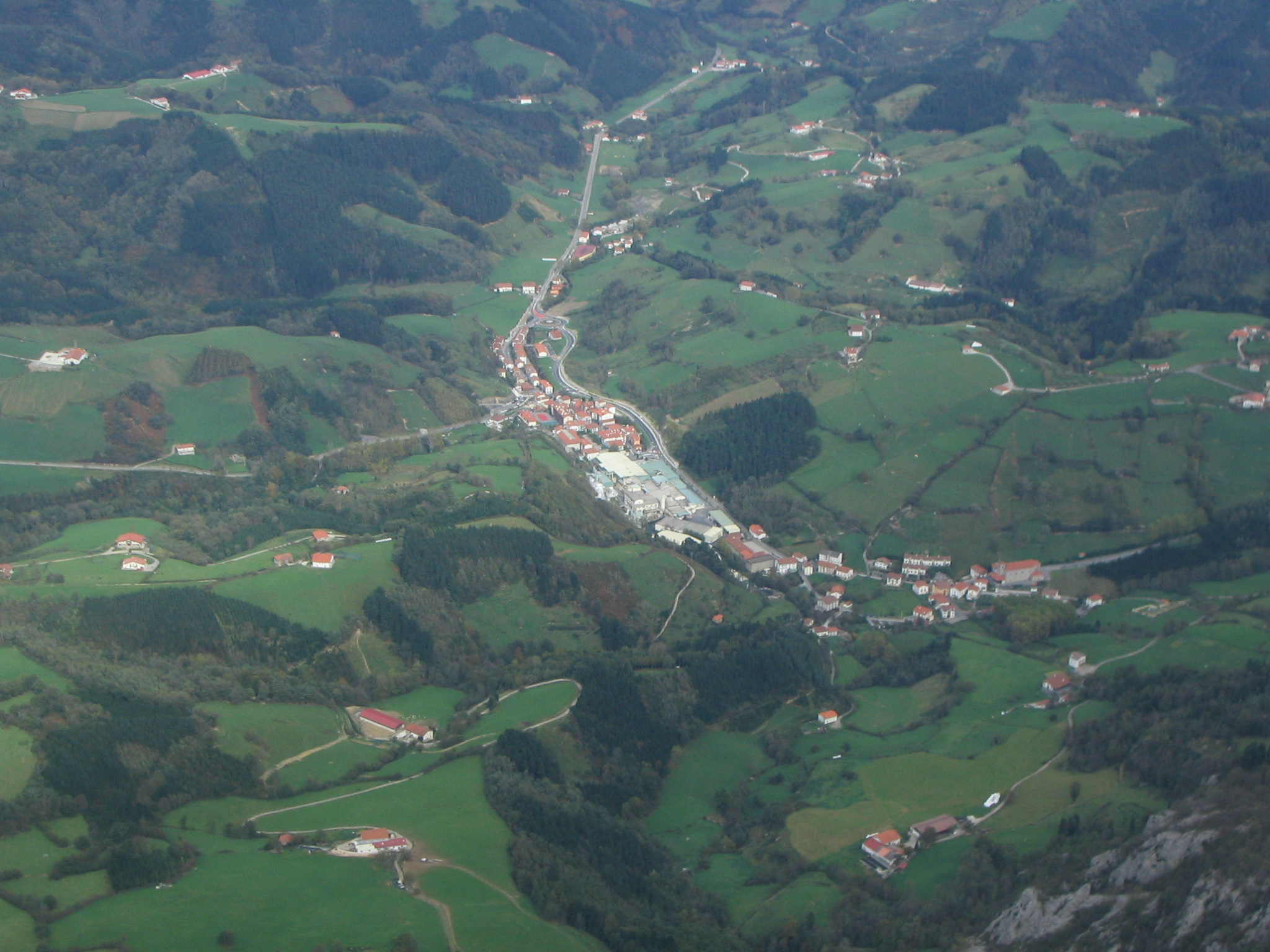
Гірське поселення Амескета (Amezketa), Гіпускоа

### Поселення і житло

Наваррський будинок

Традиційний «розкиданий» тип поселень у басків у цілому відповідає поширеній практиці ведення хутірських господарств. Баски живуть також невеликими селами (алдеа; ісп. aldea).
Ще з римської доби в Басконії існує мережа міст, які, проте, від Середньовіччя традиційно були осередками іспанізації басків.
Ці три типи поселень, точніше зони традиційних баскських поселень, а саме щільність заселення і дисперсійну забудову півночі (Басконґадас у значенні іспанської Басконії, де традиційно поширена баскська мова, і Французька Басконія), маленькі селища-алдеас (Алава/Араба, південь Біскаї, центральні райони Гіпускоа і Наварри — землі, звідки впродовж XVI—XIX ст. баскська мова «відступала») та південь Наварри, який дуже рано зазнав іспанізації і формування міських осередків, виокремив і описав відомий іспанський етнограф Хуліо Каро Бароха.
Зазвичай баскський хутір (басеррі) складається з однієї єдиної будівлі — просторого великого будинку, на першому поверху якого містяться господарські приміщення, а горішні відведені під житло.
Традиційне баскське житло — касеріо — будинок т. зв. басксько-наваррського типу — являє собою масивний, дво- або й триповерховий, повністю або частково з каміння, нерідко з потинькованими (побіленими) стінами з двосхилим (нерідко гостроверхим, неправильної форми) дахом великий будинок, де зазвичай проживала велика родина.
Баскські будинки часто прикрашені балконами (іноді глухими), критими галереями, карнизами тощо.
Дах баскського будинку може бути доволі крутим, зазвичай шиферним або черепичним (черепиця — переважно червона), іноді з одного боку він спускається чи не до землі. Нерідко під одним дахом містились як житлові приміщення (на горішніх поверхах), так і господарські (хліви, стайня, комори тощо). Двері і віконниці — масивні, з грубого дерева.
Будинки цього типу в Країні Басків з'явилися лише в XVII столітті — раніше ж баскське житло, складене з великих кам'яних брил, скидалося більше на фортецю.

Баскські селяни з Наварри в національних костюмах, листівка кін. XIX — поч. ХХ ст.ст.

### Одяг
Традиційному баскському одягу притаманна широка різноманітність, залежно від місцевості.
Найхарактерніший і найяскравіший костюм (у гірській Наваррі) включав у жінок коротку чорну куртку з золотим і срібним шиттям на шнурівці з різнобарвними китицями, блакитну спідницю, на яку надягали святковий різнобарвний чохол; на голові — два шовкових банти, стрічки у волоссі і червона, гаптована оксамитом мантілья; на грудях — намиста, часто срібні або золоті.
Дівчата нерідко носили корсаж, надягаючи його під білу сорочку з широкими рукавами; голова лишалась непокритою.
Чоловічий баскський костюм — чорні або коричневі штани до колін, що щільно прилягають до стегон; жилет і куртка зі срібними ґудзиками, яку вбирали на білу сорочку; обов'язково широкий пояс, на плечах — біла вовняна пелерина; на ногах — короткі вовняні шкарпетки (зазвичай чорного кольору).
Головний убір баскських чоловіків — капелюх. Баскський берет шапела (баск. txapela), що міцно ввійшов до національного костюму, запозичений басками від французів лише в XIX столітті.
Взуття і в чоловіків, і в жінок — шкіряні черевики з пряжками на низьких підборах.
У басків-горян, зокрема пастухів, збереглися архаїчні зразки верхнього одягу (XVI століття) — грубі накидки з вовни, рідше овечих або козячих шкур, що являють собою суцільну накидку, зшиту по боках грубими нитками, з отвором для голови і каптуром.

### Кухня

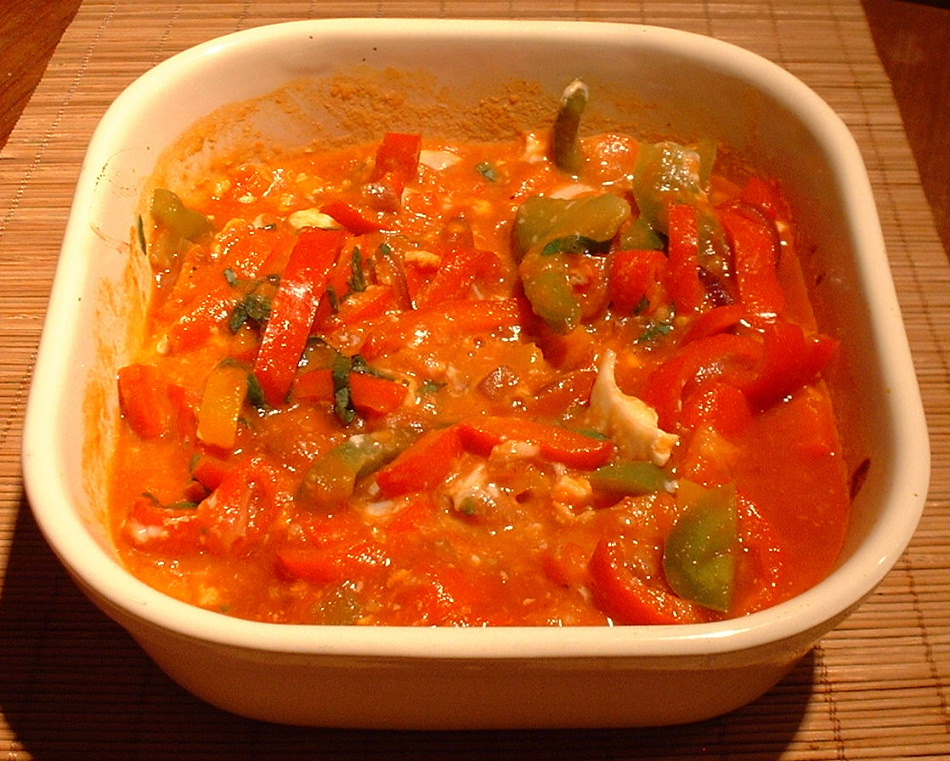
Піпераде

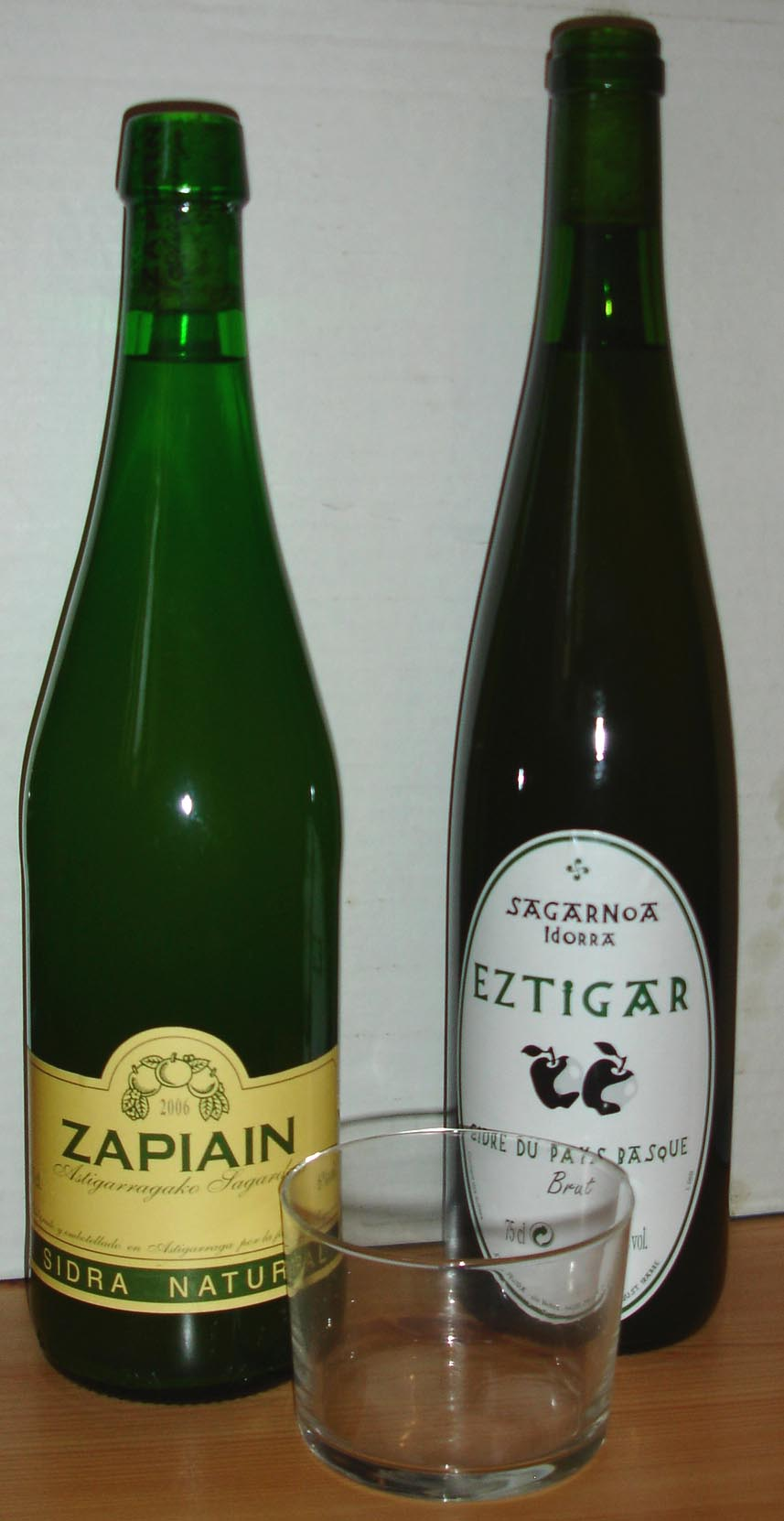
Баскський сидр

Традиційна повсякденна їжа басків складалася з пшеничного і кукурудзяного хліба (кукурудзяне борошно є дуже популярним для випікання), молока і молочних продуктів (особливих баскських сирів, наприклад, ідіасабаль / баск. idiazábal). Популярними є також супи і рагу, особливо гострі овочеві, щедро приправлені червоним перцем. Характерна страва — піпераде (баск. pipérade) — суміш тушкованих у оливковій олії цибулі, томатів і червоного перцю.
М'ясні страви представлені різноманітними зі свинини і баранини. Тушкуванню надається перевага перед смаженням. Найпопулярніший жир — оливкова олія.
У басків не прийнято було тривале зберігання продуктів, саме тому різноманітні його методи (соління, маринування, заморожування, в'ялення тощо) не отримали значного поширення. Велика родина й культ гостинності у басків перетворили споживання їжі зі звичайних трапез у справжні бенкети, крім того традиційні порції баскських страв є доволі великими. І через це також у разі забою, скажімо, барана, для подальшого зберігання просто не лишалось м'яса.
Традиційний раціон внутрішньої Басконії і районів узбережжя значно різниться. Для останнього притаманними є морепродукти, наприклад, з характерних страв — тушковані плавники щуки, тріска у білому соусі. Баски гористих і лісистих внутрішніх районів споживають також гриби.
Серед борошняних страв популярними були тортильї-тало (баск. talo) — тонкі печені кукурудзяні хлібці. На свята баски готують найрізноманітніші десерти — з молока, горіхів, фруктів і ягід. Характерна оригінальна десертна страва — маміа (баск. mamia), яку готують із загуслого овечого молока і смак якої нагадує смак кисломолочного сиру. Для цього молоко витримують у дерев'яних діжечках, які підігрівають на гарячому камінні, через що страва набуває ще й присмаку диму.
Найпопулярніший слабоалкогольний напій — яблучний сидр. Користуються популярністю і наваррські виноградні вина. Повсякдень баски раніше споживали коров'яче молоко.

## Духовна культура

### Свята, традиції і народний спорт

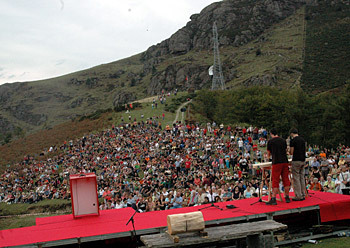
Політичний мітинг на «День Баскської Батьківщини», 2006

Баски відомі своїми численними святами і традиціями — разом із загальнодержавними іспанськими, в Країні Басків обов'язково широко святкують національні — найбільше баскське свято «День Батьківщини» (баск. Aberri Eguna), що відмічається великоднього понеділка, було запроваджене ще С.Араною у XIX ст., а більш націоналістично налаштовані баски також святкують «День баскського вояка» (баск. Gudari Eguna).

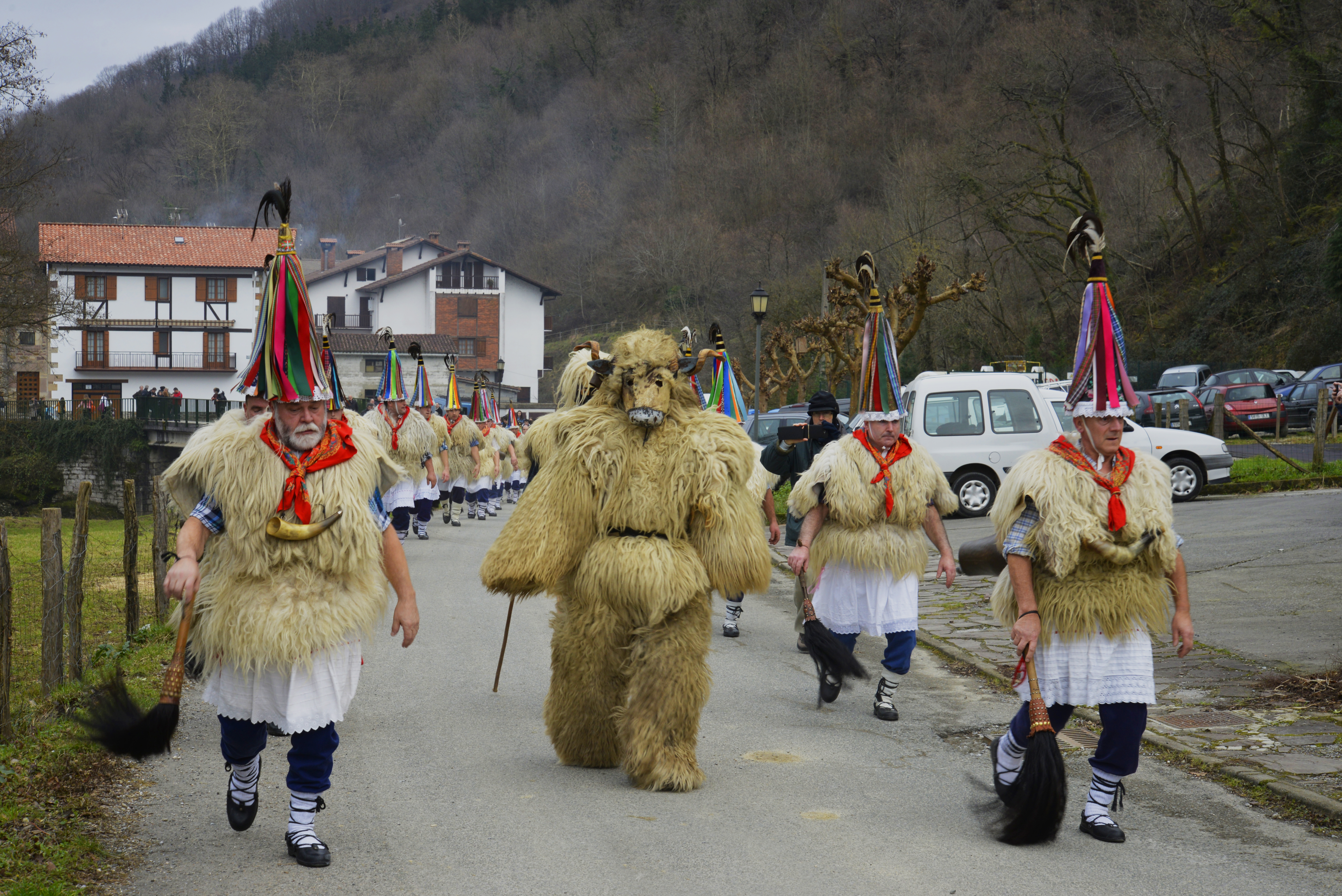
Хода хоалдунаків

 Популярними у Басконії, як і в усій Іспанії, є церковні католицькі свята (напр. День усіх святих 1 листопада), в тому числі дні різноманітних святих, наприклад, покровителя Наварри Святого Франциска Ксав'єра (баск. San Frantzisko Xabierkoa; *1506 — †1552) і численних місцевих святих. Нерідко з церковними святами пов'язані цікаві традиції, що своїм корінням сягають язичницької старовини.
Так, у період святкувань днів Святого Ферміна (7—14 липня щороку) у столиці Наварри місті Памплоні кожного ранку проводиться найвідоміше в Іспанії енсьєрро — бичачі перегони за натовпом сміливців-відчайдухів. Подібні перегони є традиційними для низки інших міст Країни Басків.
Прикладом суто місцевих традицій є карнавал у двох наваррських селищах — Ітурен і Субієта, що по суті є Святом зустрічі весни. Цей фестиваль має суто локальний характер (хоча останнім часом через надзвичайну популярність набув поширення і в інших муніципіях Наварри) і, безперечно, походить з дохристиянських часів. Його учасники — хоалдунаки (баск. joaldunak, від joare «дзвоник» і присвійний суфікс -dun, що означає «носій (чогось)»), щоб привітати настання зеленої пори, вбираються у чудернацьке вбрання — білі сукні, шкіри овець, гостроконечні ковпаки з пір'ям півнів і обов'язковим дзвоником для худоби на вершечку. Махаючи мітлами, зробленими з конячих хвостів, і баламкаючи коров'ячими дзвониками у такт ході, вони сповіщають про прихід очікуваної теплої пори року.
За старих часів у справжні свята з народними гуляннями, частуваннями, виступами акторів-аматорів і народних музик оберталися ярмарки, в тому числі і худоби. Як правило, жоден ярмарок не обходився і без показів моці дужих баскських силачів, виступів з народних видів спорту тощо.

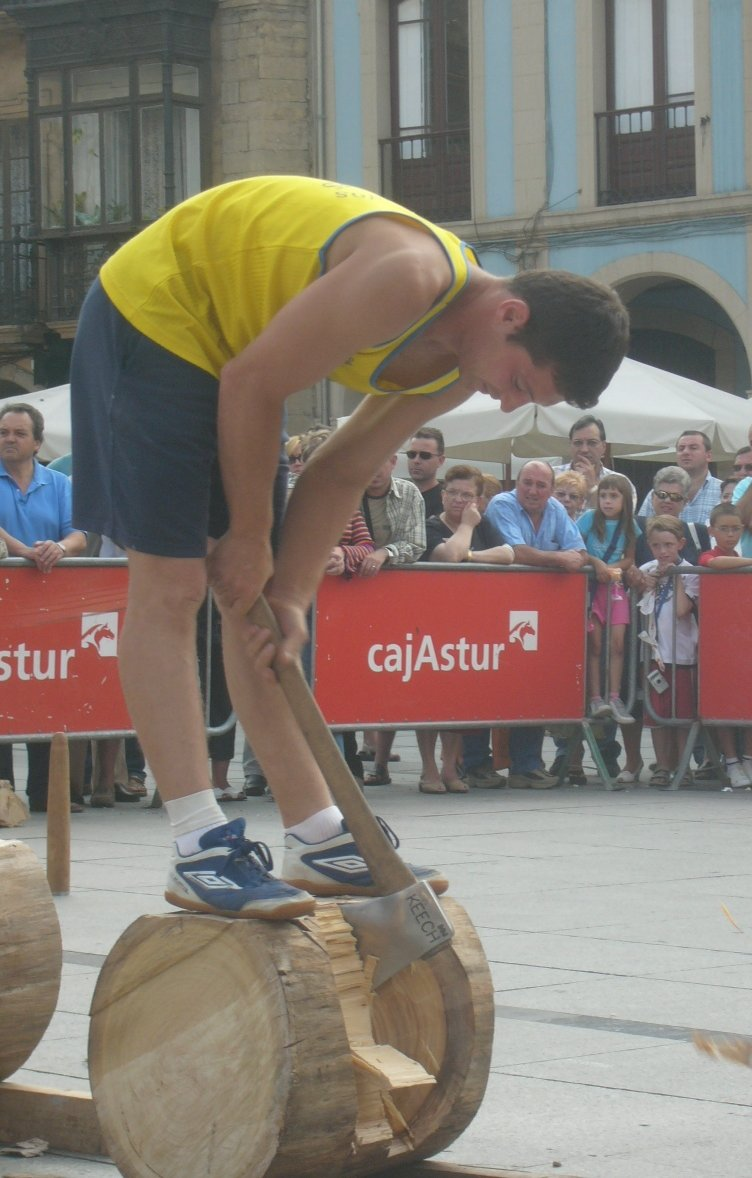
Айсколаріак

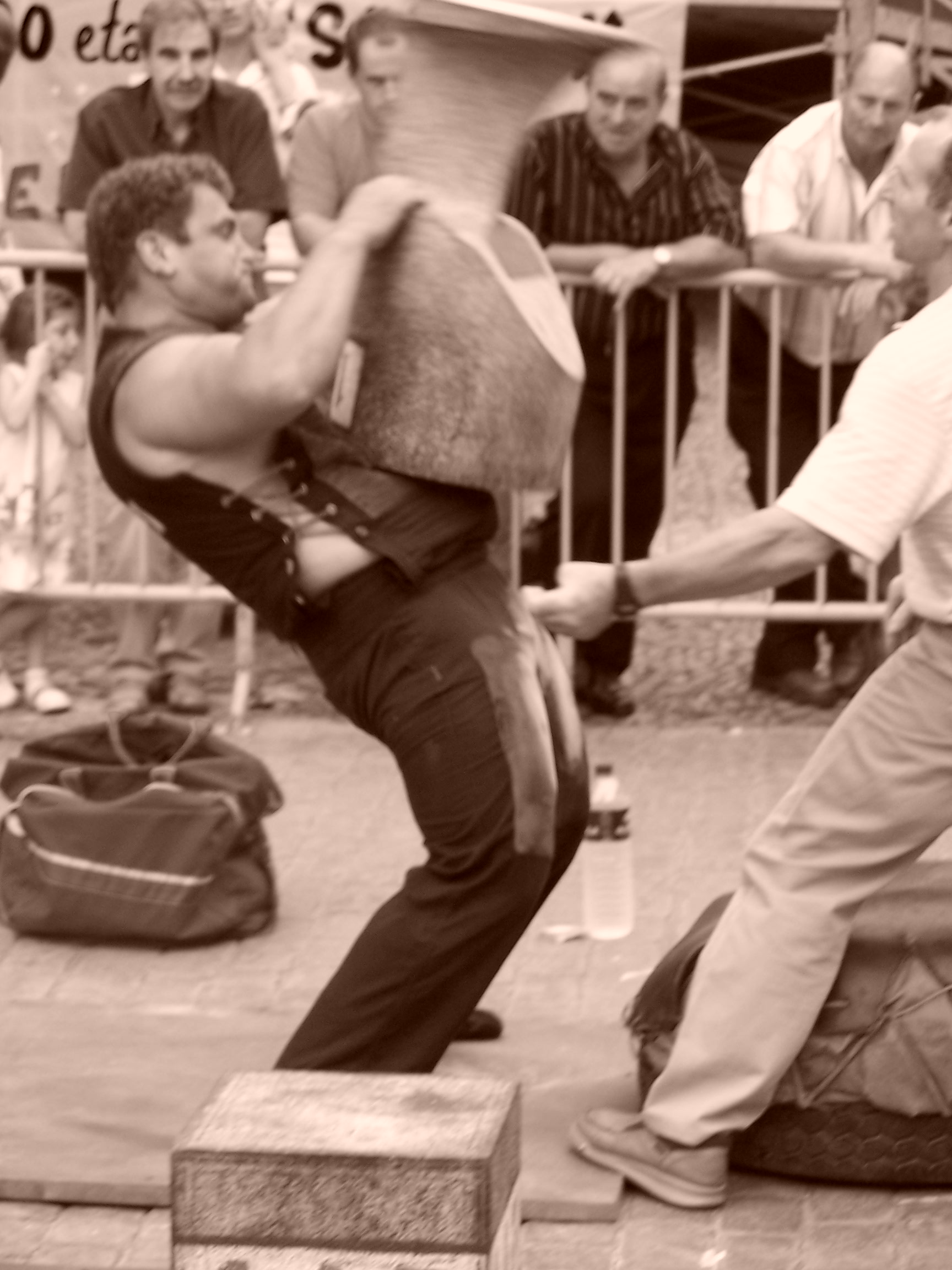
Арріхасоцайлеак

Баски, як жоден інший народ, можуть похвалитися великою кількістю видів національного сільського спорту (еррі кіролак баск. herri kirolak, загалом понад 2 десятків), які і в наш час ретельно зберігаються, культивуються і навіть популяризуються у всьому світі.
Деякі з баскських народних видів спорту вимагають небуденних моці, витривалості та інших фізичних якостей. З цих видів спорту проводяться численні міжселищні змагання, регіональні і навіть міжнародні чемпіонати-багатоборства. Деякі з них є прямими прообразами сучасних Богатирських ігор та інших, в тому числі міжнародних і комерційних, спортивних змагань. Для самих же басків ці спортивні змагання є ніби продовженням сільського укладу життя, що цементують національну традицію.
Серед найпопулярніших баскських народних видів спорту:
- Айсколаріак (баск. aizkolariak) — змагання дроворубів на швидкість розколювання дерев'яних колод;
- Ґіза-абере-пробак (баск. giza-abere probak) — різновиди перетягування різноманітних важких предметів (в тому числі і з тваринами) на відстань;
- Арріхасоцайлеак (баск. harrijasotzaileak) — здіймання каміння (кам'яних брил); до цього ж змагання примикають інші зі здіймання важких предметів, наприклад, кінських бричок (баск. orga jokoa) та численні види носіння на швидкість важких предметів, наприклад, «тягання лантухів» (баск. zaku eramatea) або ж змагання з кидання різних предметів, як то ковальських підков (баск. aitzur jaurtiketa);
- Естропадак (баск. estropadak) — змагання з греблі, в яких команди з 13 осіб виступають на швидкісних човнах з нерухомо закріпленими сидіннями;
- Сеґа хокоа (баск. sega jokoa) — змагання на вправність у орудуванні косою, тобто хто більше накосить трави за певний відведений час;
- Аарі топека (баск. ahari topeka) — баранячі бої;
- Бланколарі (баск. blankolari) — стріляння з луків;
- Пульсоларіак (баск. pulsolariak) — баскський армреслінг;
- Корріка (баск. korrika) — бігові перегони та інші.

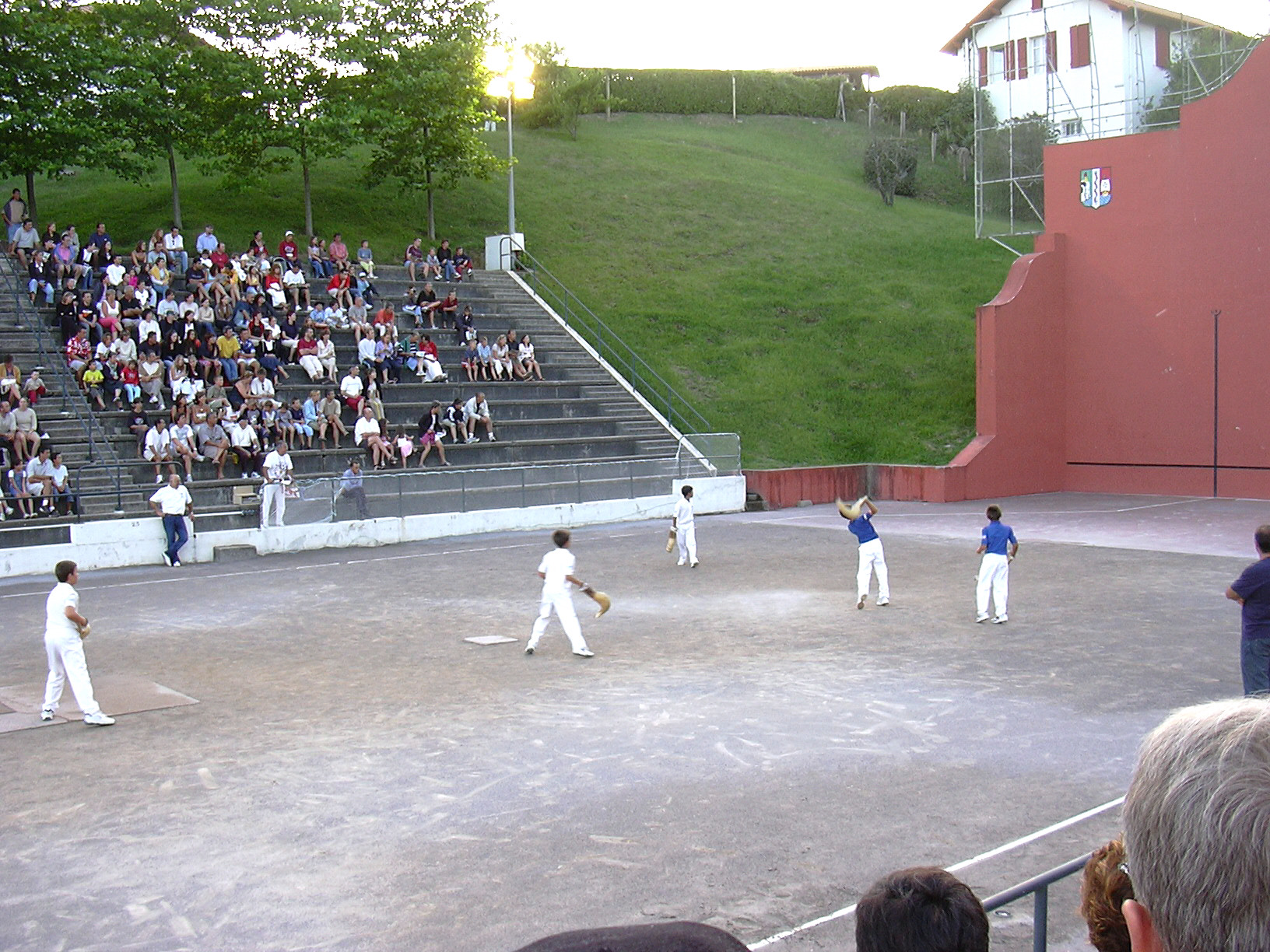
Пелота, 2004

Напевно, найвідомішим баскським народним спортом, що став прообразом сучасного сквошу, є пелота баска (баск. pilota) — гра з м'ячем, що практикується також широко поза межами Еускаді (в першу чергу, в Латинській Америці), а свого часу навіть мала шанс закріпитися як олімпійський вид спорту, будучи представленими на ІІ Олімпійських іграх (Париж, 1900), а за сучасності з пелоти проводяться Чемпіонати світу, змагання з неї також були показані на XXV Олімпійських іграх (Барселона, 1992).
Гра проводиться на зеленому полі і полягає в тому, що пружний м'яч жбурляють об кам'яну стінку, відбивати ж його можна або рукою, або спеціальною ракеткою, схожою на тенісну. В результаті перемагає той гравець, який виявиться найтривалішим у боротьбі з непокірним м'ячем і продовжуватиме відбивати його, уникаючи падіння м'яча на долівку (або за правилами більше 1 удару об землю).
Веселим і захопливим є конкурс собак-пастухів (баск. txakur probak), що проводиться у серпні в Більбао — собаки повинні якнайшвидше і не кусаючи овець провести отару через гірську ущелину, причому допомагати їм хазяїн не вправі.

### Фольклор
У басків надзвичайно багатий фольклор — танцювальний, театральний, пісенний і усний.

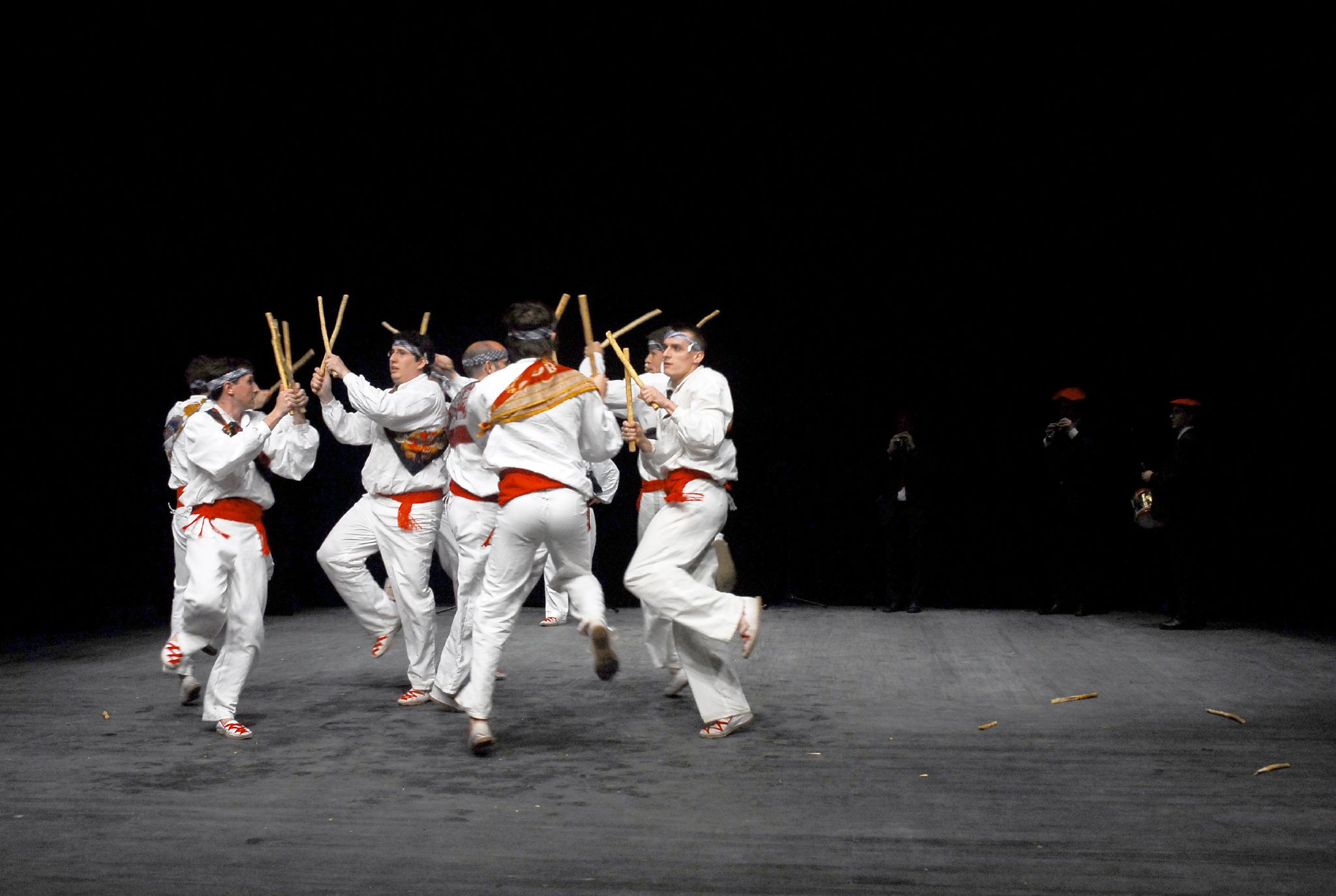
Танець макіль (Makil dantza)

Баски здавна славились своїми танцями — переважно чоловічими або з домінуванням чоловіків, багато з яких, імовірно, походять від давніх бойових танців і, зазвичай, є колективними, навіть масовими, з численними перестроюваннями, стрибками і підстрибами, різноманітними гімнастичними фігурами, з імітацією сутичок двох ворогуючих сторін (наприклад, еспата данцаріс баск. espata dantzaris — танці з мечами). Танцюристи виступають під акомпанемент вигуків, своїх і глядачів, традиційної флейти і барабана.
Музична культура басків представлена цілим рядом співочих традицій, чільне місце серед яких належить берцоларіям — традиції народного усного віршування на популярні мотиви, що є римованою імпровізацією у певному музичному ритмі, яка в дечому подібна на українські коломийки і/або частівки, але є набагато ширшою за сюжетикою — охоплює не лише народну сатиру, а й характеризується значною ліричною складовою. У Країні Басків дотепер регулярно проводяться народні змагання берцоларіїв (баск. txapelketak de bertsolaris).

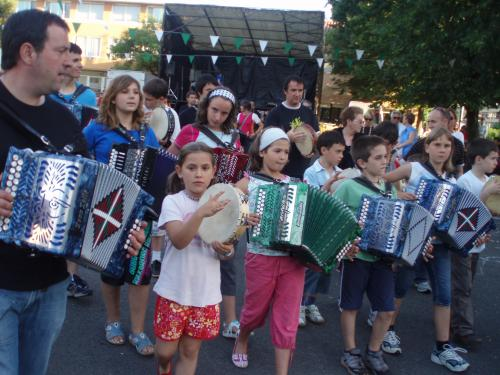
Баскські діти у 2009 році

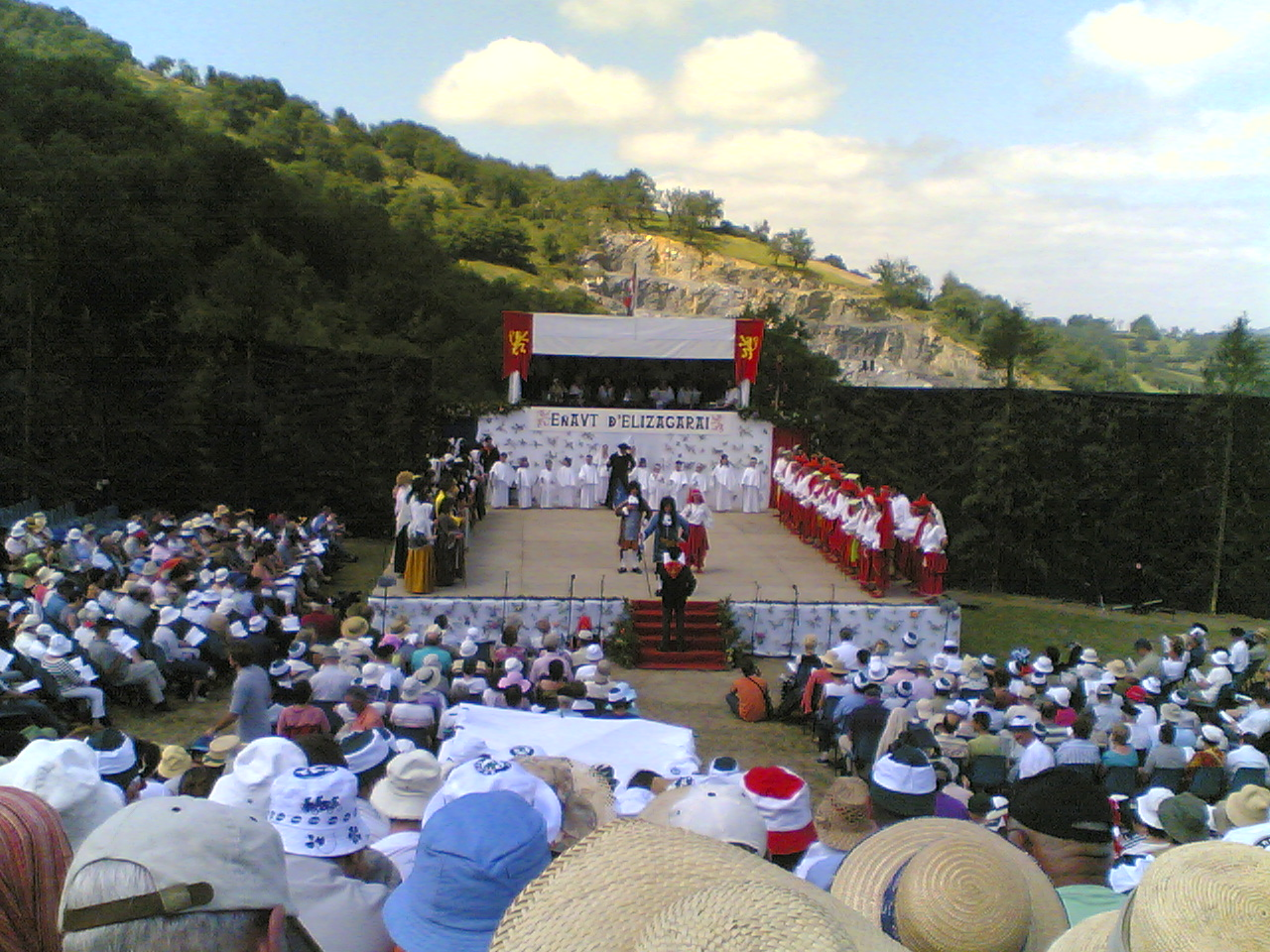
Пастораль у Каму-Сіґ (Camou-Cihigue), 29 липня 2007

Популярними у басків є і хорова музика та хорові співи, в тому числі акапельні багатоголосі співи горян. Популярна хорова традиція — т. зв. очоти (очоте; баск. ochote(s)) — співи вісьмох чоловіків з низькими голосами на місцеві і фольклорні теми, що набули особливої популярності в 1930-х роках в регіоні Більбао, і щодо походження якої вчені сперечаються між зв'язками з церковним співом або робітничими піснями. Можливо, частково очоти породили ще один жанр — білбайнади (баск. bilbainadas) (відомий до 1960-х рр., зараз, здебільшого в забутті).
З погляду фольклористики, за твердженнями видатного баскського етнографа та історика, багаторічного працівника Баскського музею в Байонні (Франція) і автора однієї з найвідоміших розвідок про басків Філіпа Вейрена (Philipe Veyrin), «цікаву й своєрідну групу становлять вранішні пісні — обади, або пісні-випрошування, які ще не зовсім зникли з ужитку. В Сен-Жан-де-Люз, Сібурі та Урунні їх співають на Святвечір i в Новорічну ніч; у Ларро в Сулі — в останню суботу січня; у багатьох інших селах — на Стрітення», які деякою мірою нагадують українські колядки і щедрівки.

Баскські прислів'я та приказки, К., 1989

Особливе місце в баскському національному мистецтві займають пасторалі (баск. pastoral) — жанр традиційного народного театру басків історичного регіону Субе́роа (Французька Басконія), що являє собою народні масові вистави на релігійні, казкові і побутові теми, які відбуваються на відкритому просторі.
Для басків пасторалі є радше не мистецьким жанром, а народною традицією — масовим театралізованим дійством з сукупністю обрядів. У пасторалях бере участь чи не все населення регіону, де вона організовується. Невід'ємною складовою святкувань з нагоди пасторалі, що відбувається щоліта в заздалегідь обраній, щоразу іншій, місцевості або поселенні Субероа, є традиційний парад учасників і глядачів. Композиційно-художніми рисами пасторалей є: масовість, виключно баскська мова дійства, традиційна музична культура басків, танці як основа вистав. В пасторалей різноманітна сюжетика, просякнута дуалізмом, — чіткими трактуванням і оцінками того, що відбувається на сцені; непорушним розподілом персонажів на добрих і лихих тощо. З середини ХХ століття проведення пасторалей на постійній основі стало одним з чинників відродження баскської національної культури.
Усний фольклор басків представлений як великими жанрами — казками і легендами, в тому числі популярними повсюдно на Піренеях, християнськими легендами та міськими оповідками, так і жартами та пареміями — прислів'ями, приказками тощо. Класична перекладна (англомовна) робота-зібрання з баскського фольклору — «Баскські легенди» В.Вебстера (Basque Legends by Wentworth Webster, 1879). 1989 року у видавництві «Дніпро» вперше українською мовою опублікована збірка баскських прислів'їв та приказок".

## Баски й українці
До української мови з баскської запозичені слова: багнет (від назви міста Байони), а також більярд і анчоус[неавторитетне джерело].
У 1916 році українські та баскські націоналісти зустрілися під час Третьої конференції народів, організованою Союзом народів у Лозанні (Швейцарія).

## Цікаві факти, пов'язані з басками
- Найдавніша писемна пам'ятка іспанської літературної мови «Еміліанські глоси» (Х століття) містить декілька баскських слів: dugu «ми його маємо», ezdugu «ми його не маємо» i guec «ми самі», що символізує нерозривність кастильської i баскської історії[37].
- Міжнародна абревіатура баскської мови — eu є також абревіатурою Європейського Союзу (ЄС / EU), а з крапкою попереду, тобто .eu — національним доменом верхнього рівня (ccTLD) для ЄС в Інтернеті, плюс до цього скороченням для хімічного елемента європія.

## Виноски
1. ↑  Enciclopedia Auñamendi. VASCO [Архівовано 11 квітня 2009 у Wayback Machine.](ісп.)
2. ↑  для прикладу див. франкомовне визначення Країни Басків у Le petit Robert: Dictionnaire de la langue franç aise, P.Robert., P., 1977, стор. 150 (фр.)
3. ↑  Тищенко Констянтин НАЙДОВША МОВНА Й КУЛЬТУРНА ТРАДИЦІЯ В ЄВРОПІ: БАСКИ [Архівовано 8 березня 2009 у Wayback Machine.] (укр.)
4. 1 2  Кожановский А. Н. Баски // Народы мира. Историко-этнографический справочник., М.: «Советская Энциклопедия», 1988, стор. 89 (рос.)
5. ↑  Народы мира. Историко-этнографический справочник., М.: «Советская Энциклопедия», 1988, стор. 565—569
6. ↑  Aquitanian Language [Архівовано 25 лютого 2009 у Wayback Machine.] by Jesús Rodríguez Ramos (англ.)
7. ↑  http://www.cultinfo.ru/fulltext/1/001/007/009/9009.htm%5Bнедоступне+посилання+з+лютого+2019%5D
8. ↑  Collins Roger The Basques in Aquitaine and Navarre: Problems of Frontier Government. War and Society in the Middle Ages: Essays in Honour of J. O. Prestwich. edd. J. Gillingham and J. C. Holt. Cambridge: Boydell Press, 1984. Reprinted in Law, Culture and Regionalism in Early Medieval Spain. Variorum, 1992. ISBN 0-86078-308-1, стор. 6 (англ.)
9. ↑  Інформація у www.euskomedia.org, Баскська Електронна Енциклопедія. Архів оригіналу за 30 вересня 2007. Процитовано 21 лютого 2009.
10. ↑  Фредегар. Хроніка. [Архівовано 20 вересня 2008 у Wayback Machine.] (рос.)
11. ↑  Esteban Igartua Antxustegui El debate nacionalista. Sabino Arana y sus herederos. ISBN 978-84-8371-725-7 Editum, 2008.
12. ↑  Верховний суд Іспанії заборонив ще одну баскську партію, інформація на palm.newsru.com(рос.)
13. ↑  Мадрид заборонив баскам проводити референдум з питань суверенітету регіону, інформація на palm.newsru.com [Архівовано 5 березня 2016 у Wayback Machine.](рос.)
14. ↑  Вибори в Іспанії: попередні результати голосування, інформація на новинному порталі korrespondent.net(укр.)
15. 1 2  Кожановский А. Н. Баски // Народы мира. Историко-этнографический справочник., М.: «Советская Энциклопедия», 1988, стор. 90 (рос.)
16. ↑  Бароха Х. К. Баски. — М. : Едиториал УРСС, 2004. — С. 20-32. (рос.)
17. ↑  Бароха Х. К. Баски. — М.: Едиториал УРСС, 2004, стор. 184 (рос.)
18. ↑  Див. на flickr.com директорію світлин зі Свята Баскської Батьківщини 2008 року [Архівовано 29 березня 2008 у Wayback Machine.]/
19. ↑  Ісурса Джон (John Ysursa) Aberri Eguna. Створюючи День Баскської Батьківщини [Архівовано 11 травня 2008 у Wayback Machine.] (англ.)
20. ↑  Інформація про карнавал в Ітурені і Субієті на www.turismo.navarra.es, Наваррському туристичному порталі. Архів оригіналу за 4 березня 2016. Процитовано 28 лютого 2009.
21. ↑  Про Карнавал на вебсайті муніципалітету Ітурена [Архівовано 16 жовтня 2008 у Wayback Machine.] (ісп.)
22. ↑  Фотогалерея Карнавалу в Ітурені і Субієті на www.flickr.com. Архів оригіналу за 24 жовтня 2016. Процитовано 28 лютого 2009.
23. 1 2  Про Країну Басків і басконців на www.espanol.org.ru [Архівовано 28 листопада 2012 у Wayback Machine.] (рос.)
24. ↑  Там же [Архівовано 28 листопада 2012 у Wayback Machine.] (рос.)
25. ↑  Баски і Країна Басків. Майже не Іспанія [Архівовано 1 грудня 2008 у Wayback Machine.] // стаття у журналі «Обучение за рубежом» (рос.)
26. ↑  Історія очоте на сайті Міжнародного Фестивалю очотів у Портуґалете (Portugalete) [Архівовано 8 квітня 2008 у Wayback Machine.] (ісп.)
27. ↑  Veyrin Ph. Les Basques., P., 1947
28. ↑  Там же, стор. 225 (фр.)
29. ↑  Дивіться більш детально Баскійські щедрівки // Тищенко Констянтин НАЙДОВША МОВНА Й КУЛЬТУРНА ТРАДИЦІЯ В ЄВРОПІ: БАСКИ [Архівовано 8 березня 2009 у Wayback Machine.] (укр.)
30. ↑  [http://www.sacred-texts.com/neu/basque/bl/bl71.htm [Архівовано 29 серпня 2008 у Wayback Machine.] Пасторалі. Ч.1 // Баскські легенди, збірка Вентворта Вебстера 1879 (англ.)
31. ↑  [http://www.sacred-texts.com/neu/basque/bl/bl72.htm [Архівовано 6 липня 2008 у Wayback Machine.] Пасторалі. Ч.2 // Баскські легенди, збірка Вентворта Вебстера 1879 (англ.)
32. ↑  Дивіться розділ баскського фольклору на www.sacred-texts.com. Архів оригіналу за 27 лютого 2005. Процитовано 28 лютого 2009.
33. ↑  [http://www.sacred-texts.com/neu/basque/bl/index.htm [Архівовано 1 грудня 2008 у Wayback Machine.] Баскські легенди, збірка Вентворта Вебстера 1879 (англ.)
34. ↑  Баскські прислів'я та приказки / Укл. М.Литвинець., К.: «Дніпро», 1989
35. ↑  Тищенко Костянтин. Історія Запозичення Слів до Українського Словника [Архівовано 27 вересня 2007 у Wayback Machine.] (укр.)
36. ↑  George Mamulia. 'The Central Power's Policy Toward the North Caucasus, 1914—1917 (Part Two)' Eurasia Daily Monitor Volume: 10 Issue: 10. Архів оригіналу за 3 березня 2016. Процитовано 12 жовтня 2015.
37. ↑  Intxausti J. Euskara, Euskaldunon hizkuntza., Donostia, 1991, стор. 61 (баск.)